# Бордас, Эндика
Эндика Бордас Лосада (исп. Endika Bordas Losada; 8 марта 1982, Бермео, Испания) — испанский футболист, центральный полузащитник.

## Карьера
Бордас — воспитанник клуба «Атлетик Бильбао», за который он играл в 1995—2000 годах. В 2000 году перешёл в «Басконию», но сыграв один сезон, вернулся в систему «Атлетика». 3 марта 2003 года в матче против клуба «Депортиво Ла-Корунья» дебютировал в чемпионате Испании. Всего за 3 сезона в баскском клубе сыграл 14 матчей. После ухода из «Атлетика» играл за клубы Сегунды и Терсеры.
В 2013 году перешёл в грузинский клуб «Локомотив» (Тбилиси). Сыграл 12 матчей во второй по значимости лиге Грузии, после чего вернулся в Испанию. С 2015 года играет в «Гернике».